# كنعان دوغلو
كنعان دوغلو (بالتركية: Kenan Doğulu)‏ (التلفظ التركي: ‎[ceˈnan do:uˈɫu]‏) (ولد في 31 مايو 1974 في جيهانغير، باي أوغلو، إسطنبول) هو مُوسيقي بوب تركي. مثَّل تُركيَّا في مسابقة الأغنية الأوروبية عام 2007 في هلسنكي، حيث فاز بالمركز الرابع، بعد أن حصد 163 نقطة.
كان كنعان دوغلو قد بدأ علاقة مع المُمثلة التُركيَّة الرائدة بيرين سات، منذ شهر فبراير سنة 2012. وفي 23 فبراير عام 2014 أعلنا خُطوبتهما في إسطنبول، وتزوجا في 29 يوليو من نفس العام في لوس أنجلوس بالولايات المتحدة.

## روابط خارجية
- كنعان دوغلو على موقع IMDb (الإنجليزية)
- كنعان دوغلو على موقع ميوزك برينز (الإنجليزية)
- كنعان دوغلو على موقع ديسكوغز (الإنجليزية)
- كنعان دوغلو على موقع قاعدة بيانات الفيلم (الإنجليزية)